# محمد بن صالح العلوي
أبو عبد الله، محمد بن صالح بن عبد الله بن موسى بن عبد الله بن الحسن بن الحسن بن علي الهاشمي القرشي، من شجعان آل أبي طالب وأدبائهم وشعرائهم خرج بسويقة المدينة سنة 240هـ، فأرسل إليه الخليفة العباسي أبو الفضل جعفر المتوكل على الله جيشا يقوده أبو الساج فلما وصلوا إليه أعطوه الامان فطرح سلاحه ونزل إليهم فقيدوه وخربوا سويقة المدينة وعقروا نخلها، وحملوه إلى سامراء وسجن ثلاث سنين ثم مدح المتوكل فأمر بإطلاقه فعاش فيها حتى مات.من ابناءه عبد الله الشهيد وابنه الحسن الشهيد لذريته ملك متوارث في بلاد غانه ومالي معروفون باسم بني صالح. هم شرفاء بني صالح حيث يعود نسبهم إلى صالح الجوال بن عبد الله المذكرو سابقا

## تاريخ عائلته
لما اختفى أخوي جده موسى الجون، محمد بن عبد الله وابراهيم، طالبه المنصور باحضارهما فضمن له ذلك ثم اختفى حتى عثر عليه المنصور وعذبه ثم اطلقه. وبعد ان قتل اخوه محمد بن عبد الله اختفى موسى ولم يكن له أي نشاط سياسي يذكر حتى عفا عنه المهدي في خلافته. وكان من عقبه اسماعيل واخوه محمد الاخيضر القائمان بالحجاز في خلافة المستعين ابنا يوسف بن إبراهيم بن موسى الجون. ومحمد القائم، في بادية الحجاز في خلافة المتوكل، ابن صالح بن عبد الله بن موسى الجون ٠

## تاريخه
كان محمد بن صالح من فتيان آل ابي طالب وفتاكهم وشجعانهم وضرفائهم وادبائهم. وقد خرج في بادية الحجاز في موضع يقال له سويقه قرب المدينة، يسكنه آل علي بن ابي طالب. ولم تشر المصادر التاريخية إلى الاسباب المباشرة التي دفعت محمد بن صالح إلى الخروج على الخلافة؛ ولكن يبدوا انه تعرض إلى اذى ومضايقة من السلطة من جراء السياسة الشديدة التي انتهجها الخليفة المتوكل حيال العلويين؛ فقد وصفه أحد المؤرخين بانه: «كان شديد الوطأ على آل ابي طالب ؛ غليظا على جماعتهم ؛ مهتما بامورهم بسوء الراي ؛ شديد الغيظ والحقد عليهم وسوء الظن والتهمة بهم» فكانوا في محنه عظيمة وخوف على دمائهم.
وكان محمد بن صالح قد جمع الناس للخروج في موسم الحج في السنة التي حج فيها ابو الساج ديوداد بن ديودست""' وذلك في سنة 244 هـ / 856 م على ما ذكره الطبري. بينما ذكر اخرون ان خروجه كان في سنة 240 هـ.
وقد اكدت بعض الدراسات الحديثة ان خروجه كان في سنة 244 من خلال دراسة السنوات 240، 242، 243، 244 عند الطبري فيما يخص ولايتي الحج وطريق مكة واحداث الموسم. إذ أن أبا الساج قد حج في موسم سنة 244 هـ / 858 م بعد أن عقد له على طريق مكة وأحداث الموسم بدلا من جعفر بن دينار.
وكان محمد بن صالح واصحابه قد هجموا على إحدى قوافل الحجاج على طريق مكة واستولوا عليها، فتوجه اليهم أبو الساج بعد ان علم بخبرهم. فخاف موسى بن عبد الله، عم محمد، أبا الساج على نفسه وولده فتوسط لدى ابي الساج في أمر محمد وضمن له تسليمه وتوثق له بالإيمان والأمان. وجاء موسى إلى ابن أخيه حتى أعلمه ذلك وأقسم عليه ليلقين سلاحه حتى فعل وجنح للسلم فخرج إلى ابي الساج فقيده وحمله إلى سامراء مع جماعه من اهله. وقد ذكر «المجد» ان أبا الساج بعد ان ظفر بمحمد بن صالح واهل بيته قتل بعضهم واخرب سويقه دار اقامتهم. ثم ارسل محمد إلى سامراء حيث حبس مدة ثلاث سنوات حتى كلم الخليفة في امره الفتح بن خاقان وتكفل باطلاقه فأمره الخليفة بأخذه إليه وأن يكون عنده حتى يقيم الكفلاء بنفسه وأن يكون مقامه في سامراء ولا يخرج إلى الحجاز. فأطلق سراحه واقام محمد بن صالح في سامراء حتى مات بالجدري. وقيل انه عاد إلى الحجاز بعد ذلك وتوفي في سنة 252 هـ / 866 م أو 255 هـ / 868 م.